# Enigma (музыкальный проект)
Enigma (от др.-греч. αἴνιγμα «загадка») — немецкий музыкальный проект, созданный Михаэлем Крету в 1990 году. Крету является композитором и продюсером проекта, его жена, певица Сандра, исполняла многие вокальные партии в его композициях. Всего было выпущено восемь студийных альбомов, девятнадцать синглов и несколько сборников.
Проект существовал только как студийный, но с 2008 года существует сольный проект, под названием «Golden Voice of ENIGMA» c солистом Andru Donalds,  а  с 2019 года  участники проекта ENIGMA Andru Donalds , Angel X и Fox Lima выступали с концертами под названием «Original Enigma Voices»,  В 2024 году из за разногласий с продюсерами Andru Donalds окончательно вышел из проекта «Original Enigma Voices». В данный момент проект "Original Enigma Voices"  спродюсированный Jens Gad успешно гастролируют по всему миру с самыми известными хитами Энигма

## История
Музыкант Михаэль Крету в 1990 году создал проект Enigma, и в декабре выпустил дебютный альбом MCMXC a.D. и сингл Sadeness (Part I). Благодаря сэмплированию григорианских хоралов, вокалу Сандры, гипнотической музыке с танцевальными ритмами, новаторскому активному использованию семплов, запоминающимся видеоклипам, проект сразу оказался в центре внимания, а сингл и альбом взлетели на вершины чартов. Крету задумывал проект как нечто таинственное, когда никто не должен был знать исполнителей. Журналисты упоминали имена многих исполнителей, но имена настоящих создателей (Михаэля Крету и Франка Петерсона) не были раскрыты вплоть до возбуждения в 1991 году судебного процесса по вопросу использования семплов григорианских хоралов. В 1993 году Крету получил предложение от продюсеров фильма «Щепка» на создание полного саундтрека, но не принял предложение. Вместо этого он написал «Carly’s Song» и «Carly’s Loneliness», которые и использовались в фильме.
В декабре 1993 года был выпущен новый альбом — The Cross of Changes. Альбом достиг отличных результатов, став во многих странах золотым или платиновым. Большой вклад в копилку успеха внёс сингл «Return to Innocence», занявший первые позиции в хит-парадах восьми стран.
В 1996 году вышел альбом Le Roi Est Mort, Vive Le Roi! (фр. «Король умер, да здравствует король!»). Изначально планировалось выпустить три сингла с этого альбома, но издание третьего сингла («The Roundabout») было отменёно в 1998 году. Сингл «Beyond the Invisible» включал композицию «Light of Your Smile», не вошедшую на альбом.
Через три года был выпущен диск The Screen Behind the Mirror. В основу альбома была положена музыкальная тема из кантаты Карла Орфа «Carmina Burana». Также использовались сэмплы звучания традиционных японских инструментов, церковных колоколов и органа. В качестве синглов были выпущены только «Gravity of Love» и «Push the Limits».
В 2000 году, в рамках сотрудничества с диджеем ATB был записан трек «Enigmatic Encounter», который вошёл в двухдисковое издание альбома ATB — «Two Worlds». Сам трек является переработкой трека «Knocking on Forbidden Doors» из альбома «MCMXC a.D.».
В 2001 Крету, заканчивая первую главу проекта Enigma, выпустил сингл «Turn Around» вместе с двумя сборниками: Love Sensuality Devotion: The Greatest Hits и Love Sensuality Devotion: The Remix Collection. В поддержку этих релизов в мюнхенском Планетарии было устроено световое шоу. Также в мае 2001 года был выпущен сборник клипов «Remember the Future».
В альбоме Voyageur, вышедшем в 2003 году, основной упор делался на тесное сплетение музыки и голоса.
28 августа 2005 менеджмент «Энигмы» Crocodile-Music.de анонсировал релиз сингла «Hello and Welcome». Изначально выпуск был запланировал на октябрь, позже дата была изменена на 25 ноября, но релиз в Германии состоялся 10 марта 2006 года, в Великобритании — 13 апреля.
Новый студийный альбом A Posteriori был выпущен 22 сентября 2006 года в Германии, а 26 сентября во всём мире. Альбом, содержащий 12 треков, был записан на передвижной мини-студии «Алхимик». Несмотря на упрощённое звучание по сравнению с Voyageur (альбом был записан без участия Сандры, брак с которой у Михаэля Крету к этому времени фактически распался, и Йенса Гада, творческое сотрудничество с которым также было прекращено), шестой альбом также характеризовался как выдающийся альбом Крету. Менеджмент также объявил о выпуске нового сингла «Goodbye Milky Way». Но позже выпуск сингла был отменён. 3 ремикса были выпущены только через онлайн-магазин iTunes. 26 марта 2007 в iTunes появилась специальная версия альбома — Private Lounge Remix. В неё включены 12 новых ремиксов с альбома от таких исполнителей, как Boca Junior, Tocadisco и т. д. Некоторые из треков уже были доступны в оригинальном издании альбома на iTunes и на DVD версии.
16 сентября 2008 года вышел седьмой альбом Seven Lives Many Faces. Изданию альбома предшествовал выпуск пилотного сингла «La Puerta Del Cielo / Seven Lives».
27 ноября 2009 года в честь двадцатилетия проекта был издан сборник The Platinum Collection на трех компакт-дисках. Кроме лучших композиций, на сборнике представлены ремиксы, до того издававшиеся только на синглах, а также одиннадцать прежде не публиковавшихся незавершенных инструментальных композиций экспериментального характера — своего рода черновиков, заготовок для альбомов Enigma под общим названием «The Lost Ones» («Потерянные»).
В 2010 году Михаэль Крету ознаменовал двадцатилетие проекта выпуском сингла «MMX (The Social Song)» («Совместная песня»). Вокалисты, звучание композиции, обложка сингла, лучший видеоклип выбирались голосованием слушателей по Интернету. Ведущую вокальную партию исполнила латвийская певица Fox Lima.
11 ноября 2016 года вышел альбом под названием «The Fall of a Rebel Angel».

## Музыка
Композиции Enigma описываются как «музыкальные произведения, едва ли имеющие что-то общее с обычной музыкой и общепринятыми представлениями о ней» и «сравнительно новый коллаж звуков, ритма и чувств». Крету всё сильнее совмещает мировые музыкальные направления, сливая все треки в единое целое. Он оставляет вокальными всего несколько треков, заставляя каждого слушателя воспринимать их по-своему.
Первый альбом проекта уникален соединением уже существовавшей электронной музыки белых людей с чёткой хип-хоповой ритм-секцией чёрных, где бас и барабаны звучат уже с крепко накрученным звуком — эксайтеры, компрессоры и т. д. Таким образом, проект породил целое музыкальное течение. 

Можно сказать, что музыка Enigma представляет собой некую форму музыки нью-эйдж с выраженными добавками эмбиента, пост-индастриала и духовной европейской музыки. В целом их стиль нередко называют Энигматик (Enigmatica).
Содержание музыки проекта отличается от альбома к альбому, от сексуальности в «Principles of Lust», любви в «Gravity of Love» и невинности в «Return to Innocence».
В статье журнала «Billboard» 18 мая 1991 года Крету отметил: «В противовес обычной философии звукозаписывающей компании, люди непредубеждённы и жаждут чего-то уникального. Это музыка, которая отличается от любой другой, существующей сейчас. Я думаю, люди отреагировали на это». Он продолжил: «Я создал законченное музыкальное произведение, и я хотел, чтобы оно находилось по ту сторону от всей остальной музыки. Есть ощущение тайны в этой музыке, которую я хочу оставить нетронутой восприятиями и предубеждёнными идеями, которые обязательно привносятся продюсером или композитором».

## Участники проекта

### Музыка
- Михаэль Крету — основатель проекта. Создаёт всю музыку и занимается продюсированием, аранжировками и звукорежиссурой. Делает большую часть ремиксов и пишет аранжировки для приглашённых вокалистов.
- Франк Петерсон (Frank Peterson aka F. Gregorian) — помогал в создании первого альбома. Видимо, ему принадлежит идея использования григорианских хоралов в музыке проекта. После ухода из Enigma создал собственный популярный проект Gregorian.
- Дэвид Файрстейн (Fabrice Cuitad aka David Fairstein) — участвовал в создании первых трёх альбомов и частично четвёртого. Автор слов некоторых композиций, большинство которых стали хитами.
- Петер Корнелиус (Peter Cornelius) — создал несколько гитарных соло для второго и третьего альбомов.
- Йенс Гад (Jens Gad) — исполнил большинство гитарных партий в альбомах The Cross of Changes, The Screen Behind The Mirror и Voyageur, а также помогал Крету в технических вопросах (аранжировка и звукорежиссура). Кроме того, он является автором большинства клубных ремиксов на синглах. В ходе работы над альбомом A Posteriori покинул проект. В своих интервью Крету отрицает роль Йенса Гада как сопродюсера проекта.
- Энрике Муриель (Enrique Muriel) — дополнительные эффекты (Radio-FX) для двух композиций четвёртого альбома.

### Вокальные партии
- Михаэль Крету — исполняет большинство мужских вокальных партий.
- Сандра Крету — женский вокал на первых пяти альбомах проекта.
- Андреас Харде (Andy Hard, Angel, Angel X) — исполняет «Return to Innocence».
- Рут-Энн Бойл — ведущий голос английской группы «Olive». Исполняет «Gravity of Love» и ряд других песен четвёртого и пятого альбомов, а также её голос звучит в композиции «We Are Nature» с бонус-диска седьмого альбома.
- Эндрю Дональдс — ямайский регги-исполнитель, которого продюсировал Крету. Исполняет «Modern Crusaders» и ряд песен в альбомах с четвёртого по седьмой.
- Луиза Стенли — работает в области промоушн для «Virgin Records». Её голос звучит на треке «The Voice of Enigma», в некоторых композициях первых трёх альбомов, а также в альбоме A Posteriori.
- Элизабет Хоутон — фотограф «Virgin Records». Её голос звучит в четвёртом альбоме.
- Маргарита Ройг — вокал на альбоме Seven Lives Many Faces, исполнительница испанского фольклора, остров Ибица.
- Никита Крету — исполняет «The Same Parents» в альбоме Seven Lives Many Faces.
- Себастиан Крету — исполняет «The Same Parents» в альбоме Seven Lives Many Faces.
- Nanuk — дополнительные голосовые партии в альбомах Seven Lives Many Faces и The Fall Of A Rebel Angel.
- Алиса Кетнере (Lima Fox) — исполняет вокальную партию в композиции «MMX (The Social Song)».
- Марк Джошер — исполняет «The Die Is Cast» в альбоме The Fall Of A Rebel Angel, а также вокальная партия в композиции «MMX (The Social Song)».
- Jérôme Pringault (J. Spring) — исполняет вокальную партию в композиции «MMX (The Social Song)».
- Rasa Veretenceviene (Rasa Serra) — исполняет вокальную партию в композиции «MMX (The Social Song)».
- Anggun — вокальные партии в трёх композициях альбома The Fall Of A Rebel Angel.
- Aquilo — исполняют «Amen» в альбоме The Fall Of A Rebel Angel.

### Тексты песен
- Михаэль Крету — автор основной части текстов.
- Дэвид Файрстейн (Fabrice Cuitad) — работал вместе с Крету над текстами для первых трёх альбомов, а также он является автором текста композиции «Smell of Desire» с четвёртого альбома.
- Николас Мартен — автор дикторского текста для «Remember the Future DVD».

## Влияние
Популярность первых двух студийных альбомов Крету привела к появлению музыкальных групп, пишущих музыку в подобном Энигме стиле: Era, Gregorian (во главе с прежним участником «Энигмы» — Франком Петерсоном) и несколько других известных групп, включали в свои песни григорианские песнопения. Проект Shinnobu в своей основе продолжает и развивает идеи первого альбома Энигмы (в большинстве треков используется флейта Сякухати, популяризованная в песне «Principles of Lust», характерные ритмы Энигмы, порой сэмплированные, и даже само слово "Enigma" стоит в названии всех альбомов).
Критики и фанаты нашли влияние Энигмы в работах и других известных музыкантов. Например, Delerium и его альбом «Semantic Spaces», альбомы Майка Олдфилда «The Songs of Distant Earth» и «Tubular Bells III», B-Tribe и их альбом «Fiesta Fatal!», а также песня «Eden» Сары Брайтман.
Некоторые известные песни проекта появлялись на телешоу и в фильмах.
Композиция «Return to Innocence» также использовалась во многих рекламных роликах, например авиакомпании «Virgin Atlantic». В 2009 году композиция «Seven Lives» использовалась в рекламе Samsung LED TV.
Песня группы «Modern Crusaders» использовалась в качестве эндинга в пятой части аниме «JoJo's Bizarre Adventure: Golden Wind»

## Судебные процессы
В 1991 году мюнхенский хор «Kapelle Antiqua» потребовал письменные извинения и денежную компенсацию, обвинив Крету в нарушении авторских прав, искажении своих работ на треках «Sadeness (Part I)» и «Mea Culpa». Крету и «Virgin Records» согласились выплатить компенсацию, в результате чего удалось избежать суда с лейблом хора «Polydor». Сумма компенсации не была названа, позже Virgin приобрела права на использование работ хора у «Polydor» и «BMG/ARIOLA».
Позже, в 1998 году, споры по поводу нарушения авторских прав возникли снова. Kuo Ying-nan и Kuo Hsiu-chu из тайваньского племени Ami подали иск по причине незаконного использования их песнопений в «Return to Innocence».
Хотя все обвинения были сняты, Крету не удалось сохранить анонимность в отношении истинных исполнителей проекта, которую он держал после выхода первого альбома.
После этих исков семплы, используемые в производстве третьего и четвёртого альбомов, «Le Roi Est Mort, Vive Le Roi!» и «The Screen Behind the Mirror», должным образом соблюдали законы об авторском праве. Пятый же альбом, «Voyageur», не содержал никаких семплов вообще.

## Дискография
Студийные альбомы
- 1990 — MCMXC a.D.
- 1993 — The Cross of Changes
- 1996 — Le Roi Est Mort, Vive Le Roi!
- 2000 — The Screen Behind the Mirror
- 2003 — Voyageur
- 2006 — A Posteriori
- 2008 — Seven Lives Many Faces
- 2016 — The Fall of a Rebel Angel

## Бутлеги
Эти альбомы являются лже-альбомами, или бутлегами, — сборниками или копиями песен других исполнителей, не имеющих отношения к проекту Enigma.
- Metamorphosis — самый популярный и широко распространённый бутлег Enigma, выпущенный в ожидании альбома The Screen Behind the Mirror[2].
- Erotic Dreams — альбом «Temple of Love» проекта «Erotic Dreams» вышел в Нидерландах в 1998 году[2][3].
- Dream On — сборник ремиксов на композиции Enigma вперемешку с треками альбома «Snowin' Under My Skin» (1999) Эндрю Дональдса[2].
- Sleep — дебютный альбом Conjure One проекта одного из создателей Delerium[2].
- Enigma & D-Emotion Project — больше половины треков на диске принадлежат проекту «Mythos» и взяты из одноимённого альбома[2].
- Eligh — бутлег составлен из треков певицы Eligh[4].
- The Alchemist — первый бутлег альбома Seven Lives Many Faces. Треклист бутлега состоит главным образом из треков альбома A Posteriori. Также присутствуют композиции из альбомов Voyageur и Seven Lives Many Faces.
- Enigma Mystic mixes — альбом, выпущенный студией грамзаписи Dance-ok! в 2000 году.
- 16 Steps to Infinity — бутлег низкого качества[5].
- Neon Insect[5].